# Liga de Campeones de la EHF 2001-02
La Liga de Campeones de la EHF 2002-03 es la 42ª edición de la competición. Comenzó el 7 de septiembre de 2001 y concluyó el 27 de abril de 2002. En la final de la misma el SC Magdeburg derrotó por un global de 51-48 al Fotex KC Veszprém.

## Primera ronda
7, 8 y 9 de septiembre de 2001 (ida) - 15 y 16 de septiembre de 2001 (vuelta)
| Equipo 1             | Agr.  | Equipo 2           | Ida   | Vuelta |
| -------------------- | ----- | ------------------ | ----- | ------ |
| A.C. Doukas School   | 53:56 | ASKI Ankara        | 25:27 | 28:29  |
| ŠKP Sečovce          | 50:47 | Bregenz Handball   | 28:22 | 22:25  |
| HV Aalsmeer          | 61:47 | Lokomotiv Varna    | 34:24 | 27:23  |
| ZTR Zaporiyia        | 64:37 | RK Gračanica       | 32:20 | 32:17  |
| Wybrzeże Gdańsk      | 57:41 | HC Berchem         | 33:20 | 24:21  |
| HC Baník Karviná     | 55:40 | Granitas Kaunas    | 32:20 | 23:20  |
| Hapoel Rishon LeZion | 59:39 | HC Eynatten        | 33:19 | 26:20  |
| SKA Minsk            | 50:56 | Steaua de Bucarest | 23:25 | 27:31  |

## Segunda ronda
7 de octubre de 2001 (ida) - 14 de octubre de 2001 (vuelta)
| Equipo 1             | Agr.  | Equipo 2                 | Ida   | Vuelta |
| -------------------- | ----- | ------------------------ | ----- | ------ |
| ZTR Zaporiyia        | 50:58 | KIF Kolding              | 23:25 | 27:33  |
| Hapoel Rishon LeZion | 48:45 | Pallamano Trieste        | 26:18 | 22:27  |
| Steaua de Bucarest   | 49:58 | Sporting de Lisboa       | 24:33 | 25:25  |
| Wybrzeże Gdańsk      | 35:54 | CSKA Moscú               | 15:25 | 20:29  |
| HC Baník Karviná     | 74:52 | TSV St. Otmar St. Gallen | 38:27 | 36:25  |
| ŠKP Sečovce          | 40:53 | Chambéry Savoie HB       | 19:26 | 21:27  |
| HV Aalsmeer          | 53:61 | Redbergslids IK          | 24:31 | 29:30  |
| Vardar Skopje        | 64:59 | ASKI Ankara              | 37:31 | 27:28  |

## Fase de grupos
| Colores de la tabla                            |
| ---------------------------------------------- |
| Equipos que se clasifican a la siguiente ronda |
| Equipos eliminados de Europa                   |

### Grupo A
| Pos. | Equipo                    | Pts. | PJ | G | E | P | GF  | GC  | Dif. | Clasificación |
| ---- | ------------------------- | ---- | -- | - | - | - | --- | --- | ---- | ------------- |
| 1    | Kolding IF                | 13   | 6  | 4 | 1 | 1 | 159 | 141 | +18  |               |
| 2    | SDC San Antonio           | 13   | 6  | 4 | 1 | 1 | 188 | 152 | +36  |               |
| 3    | Sporting de Lisboa        | 6    | 6  | 2 | 0 | 4 | 132 | 149 | −17  |               |
| 4    | Lovcen Osiguranje Cetinje | 3    | 6  | 1 | 0 | 5 | 110 | 147 | −37  |               |

 Fuente: 
| 11.11.2001 | Portland San Antonio      | 36 | 26 | Sporting de Lisboa        |
| 11.11.2001 | Kolding IF                | 20 | 18 | Lovcen Osiguranje Cetinje |
| 17.11.2001 | Portland San Antonio      | 28 | 28 | Kolding IF                |
| 17.11.2001 | Lovcen Osiguranje Cetinje | 26 | 22 | Sporting de Lisboa        |
| 24.11.2001 | Sporting de Lisboa        | 24 | 23 | Kolding IF                |
| 24.11.2001 | Lovcen Osiguranje Cetinje | 24 | 28 | Portland San Antonio      |
| 01.12.2001 | Sporting de Lisboa        | 10 | 0  | Lovcen Osiguranje Cetinje |
| 01.12.2001 | Kolding IF                | 27 | 26 | Portland San Antonio      |
| 08.12.2001 | Sporting de Lisboa        | 28 | 31 | Portland San Antonio      |
| 08.12.2001 | Lovcen Osiguranje Cetinje | 23 | 28 | Kolding IF                |
| 15.12.2001 | Portland San Antonio      | 39 | 19 | Lovcen Osiguranje Cetinje |
| 16.12.2001 | Kolding IF                | 33 | 22 | Sporting de Lisboa        |

### Grupo B
| Pos. | Equipo               | Pts. | PJ | G | E | P | GF  | GC  | Dif. | Clasificación |
| ---- | -------------------- | ---- | -- | - | - | - | --- | --- | ---- | ------------- |
| 1    | RK Metkovic Jambo    | 15   | 6  | 5 | 0 | 1 | 166 | 138 | +28  |               |
| 2    | Redbergslids IK      | 15   | 6  | 5 | 0 | 1 | 167 | 151 | +16  |               |
| 3    | Sandefjord TIF       | 6    | 6  | 2 | 0 | 4 | 161 | 164 | −3   |               |
| 4    | Hapoel Rishon LeZion | 0    | 6  | 0 | 0 | 6 | 151 | 192 | −41  |               |

 Fuente: 
| 10.11.2001 | Hapoel Rishon Le Zion | 28 | 36 | RK Metkovic Jambo     |
| 11.11.2001 | Redbergslids IK       | 29 | 28 | Sandefjord TIF        |
| 17.11.2001 | Sandefjord TIF        | 32 | 21 | Hapoel Rishon Le Zion |
| 17.11.2001 | RK Metkovic Jambo     | 26 | 21 | Redbergslids IK       |
| 24.11.2001 | Hapoel Rishon Le Zion | 24 | 27 | Redbergslids IK       |
| 25.11.2001 | Sandefjord TIF        | 20 | 22 | RK Metkovic Jambo     |
| 01.12.2001 | Redbergslids IK       | 23 | 19 | RK Metkovic Jambo     |
| 01.12.2001 | Hapoel Rishon Le Zion | 25 | 34 | Sandefjord TIF        |
| 09.12.2001 | Sandefjord TIF        | 24 | 32 | Redbergslids IK       |
| 09.12.2001 | RK Metkovic Jambo     | 28 | 23 | Hapoel Rishon Le Zion |
| 15.12.2001 | RK Metkovic Jambo     | 35 | 23 | Sandefjord TIF        |
| 16.12.2001 | Redbergslids IK       | 35 | 30 | Hapoel Rishon Le Zion |

### Grupo C
| Pos. | Equipo      | Pts. | PJ | G | E | P | GF  | GC  | Dif. | Clasificación |
| ---- | ----------- | ---- | -- | - | - | - | --- | --- | ---- | ------------- |
| 1    | Celje       | 15   | 6  | 5 | 0 | 1 | 176 | 160 | +16  |               |
| 2    | Ademar León | 12   | 6  | 4 | 0 | 2 | 177 | 159 | +18  |               |
| 3    | HBC Karvina | 6    | 6  | 2 | 0 | 4 | 170 | 178 | −8   |               |
| 4    | CSKA Moscú  | 3    | 6  | 1 | 0 | 5 | 155 | 181 | −26  |               |

 Fuente: 
| 10.11.2001 | CSKA Moscú            | 25 | 27 | Celje Pivovarna Lasko |
| 11.11.2001 | HBC Karvina           | 29 | 27 | Ademar León           |
| 17.11.2001 | CSKA Moscú            | 23 | 28 | Ademar León           |
| 17.11.2001 | Celje Pivovarna Lasko | 31 | 21 | HBC Karvina           |
| 24.11.2001 | Celje Pivovarna Lasko | 28 | 26 | Ademar León           |
| 25.11.2001 | HBC Karvina           | 33 | 25 | CSKA Moscú            |
| 02.12.2001 | HBC Karvina           | 31 | 32 | Celje Pivovarna Lasko |
| 02.12.2001 | Ademar León           | 34 | 24 | CSKA Moscú            |
| 08.12.2001 | Celje Pivovarna Lasko | 28 | 26 | CSKA Moscú            |
| 09.12.2001 | Ademar León           | 31 | 25 | HBC Karvina           |
| 15.12.2001 | CSKA Moscú            | 32 | 31 | HBC Karvina           |
| 16.12.2001 | Ademar León           | 31 | 30 | Celje Pivovarna Lasko |

### Grupo D
| Pos. | Equipo                 | Pts. | PJ | G | E | P | GF  | GC  | Dif. | Clasificación |
| ---- | ---------------------- | ---- | -- | - | - | - | --- | --- | ---- | ------------- |
| 1    | Fotex KC Veszprém      | 15   | 6  | 5 | 0 | 1 | 157 | 130 | +27  |               |
| 2    | SC Magdeburg           | 11   | 6  | 3 | 2 | 1 | 162 | 141 | +21  |               |
| 3    | S. O. Chambery         | 4    | 6  | 1 | 1 | 4 | 149 | 174 | −25  |               |
| 4    | Vardar Vatrost. Skopje | 4    | 6  | 1 | 1 | 4 | 152 | 175 | −23  |               |

 Fuente: 
| 10.11.2001 | Vardar Vatrost. Skopje | 24 | 27 | Fotex KC Veszprém      |
| 11.11.2001 | S.O. Chambery          | 26 | 26 | Sportclub Magdeburg    |
| 17.11.2001 | Sportclub Magdeburg    | 33 | 19 | Vardar Vatrost. Skopje |
| 18.11.2001 | Fotex KC Veszprém      | 19 | 13 | S.O. Chambery          |
| 25.11.2001 | Fotex KC Veszprém      | 24 | 20 | Sportclub Magdeburg    |
| 25.11.2001 | S.O. Chambery          | 31 | 28 | Vardar Vatrost. Skopje |
| 01.12.2001 | Vardar Vatrost. Skopje | 27 | 27 | Sportclub Magdeburg    |
| 02.12.2001 | S.O. Chambery          | 26 | 28 | Fotex KC Veszprém      |
| 08.12.2001 | Fotex KC Veszprém      | 27 | 22 | Vardar Vatrost. Skopje |
| 09.12.2001 | Sportclub Magdeburg    | 31 | 23 | S.O. Chambery          |
| 15.12.2001 | Sportclub Magdeburg    | 25 | 22 | Fotex KC Veszprém      |
| 15.12.2001 | Vardar Vatrost. Skopje | 32 | 30 | S.O. Chambery          |

## Cuartos de final
23 - 24 de febrero (ida) - 2 - 3 de marzo (vuelta)
| Equipo 1        | Total   | Equipo 2          | 1.º partido | 2.º partido |
| --------------- | ------- | ----------------- | ----------- | ----------- |
| Redbergslids IK | 58 – 60 | Kolding IF        | 31 – 30     | 27 – 30     |
| SDC San Antonio | 50 – 48 | RK Metkovic Jambo | 28 – 21     | 22 – 27     |
| SC Magdeburg    | 57 – 56 | Celje             | 29 – 31     | 28 – 25     |
| Ademar León     | 40 – 57 | Fotex KC Veszprém | 22 – 27     | 18 – 30     |

## Semifinales
23-24  de marzo (ida) - 31 de marzo (vuelta)
| Equipo 1          | Total   | Equipo 2        | 1.º partido | 2.º partido |
| ----------------- | ------- | --------------- | ----------- | ----------- |
| Fotex KC Veszprém | 48 – 46 | SDC San Antonio | 27 – 19     | 21–27       |
| SC Magdeburg      | 57 – 44 | Kolding IF      | 29 – 19     | 28 – 25     |

## Final
21 de abril (ida) - 27 de abril (vuelta)
| Equipo 1          | Total   | Equipo 2     | 1.º partido | 2.º partido |
| ----------------- | ------- | ------------ | ----------- | ----------- |
| Fotex KC Veszprém | 48 – 51 | SC Magdeburg | 23 – 21     | 25 – 30     |

## Goleadores
Los principales goleadores de la EHF Champions League 2001–02 fueron:
| #  | Jugador            | Equipo               | Goles |
| -- | ------------------ | -------------------- | ----- |
| 1  | Nenad Peruničić    | SC Magdeburg         | 83    |
| 2  | Zlatko Saračević   | Fotex KC Veszprém    | 63    |
| 2  | Ólafur Stefánsson  | SC Magdeburg         | 63    |
| 2  | Bilal Šuman        | KIF Kolding          | 63    |
| 5  | Martin Boquist     | Redbergslids IK      | 56    |
| 6  | Pepi Manaskov      | Vardar Skopje        | 53    |
| 7  | Nedeljko Jovanović | Portland San Antonio | 49    |
| 8  | Mirza Džomba       | Fotex KC Veszprém    | 48    |
| 9  | Aleš Pajovič       | RK Celje             | 45    |
| 10 | István Pásztor     | Fotex Veszprém KC    | 42    |